# クラーク撲滅運動

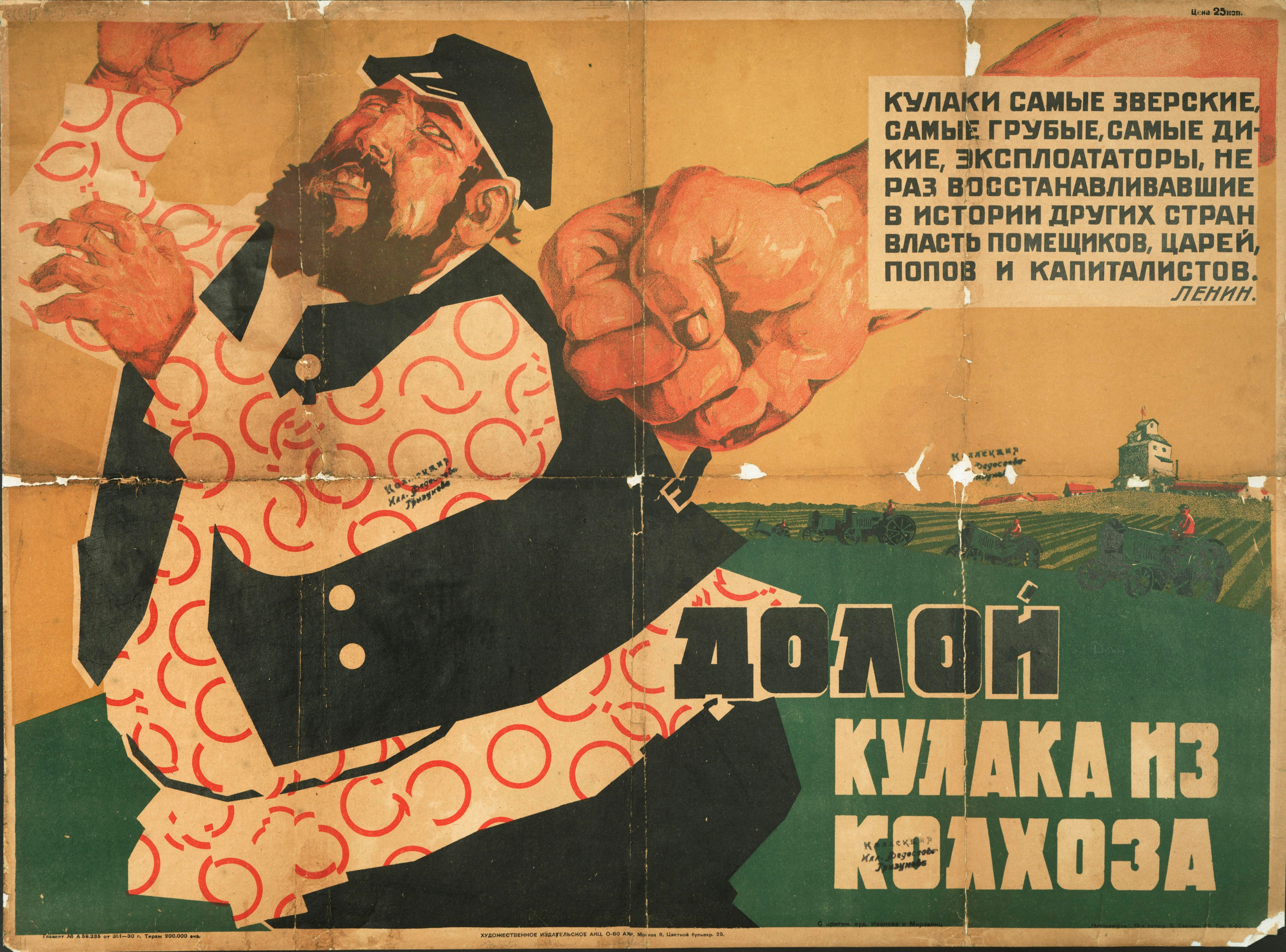
コルホーズからのクラーク追放を訴えるプロパガンダポスター。

クラーク撲滅運動（クラークぼくめつうんどう）、富農撲滅運動（ふのうぼくめつうんどう）、またはラスクウラーチヴァニェ（ロシア語: раскулачивание、ウクライナ語: розкуркулення）は、ソビエト連邦の農業集団化政策において富農（クラーク）と認定された農民を撲滅・絶滅させようとした政策である。富農清算運動（カンパニア）ともいう。
「クラーク」（kulak）とは、買占人・不正仲買人・高利貸などを意味したロシア語で、裕福な農民・富農・農村ブルジョア層を指す。
1917年から1933年にかけて行われ、とりわけ1929年から1932年の第一次五カ年計画の期間に多数の人々が被害にあった。1930年から1931年の間だけで180万人以上の農民が「クラーク」として追放され、1929年から1933年にかけて、飢餓・強制労働による栄養失調・病気、および大量処刑などにより、約39万人が、または53万人から60万人が死亡した。

## レーニンによるクラーク撲滅
ロシア革命と農民
1917年のロシア革命、特に十月革命中の11月8日（ユリウス暦10月26日)に公布された土地に関する布告によって地主、ロシア皇帝ニコライ2世の領地、教会領地は没収された。これによって地主階級は完全に消滅し、また、自作農（フートル農、オートルプ農）も、三圃制農法にもとづく農村共同体復活により消滅した。このミールは、ロシアの農奴制において、税と土地の再分配に連帯責任を持っており、農村社会を支配していた。革命後でも1927年には土地保有の95.5%が古い農村共同体に属し、個人農場は3.5%にすぎなかった。
土地の国有化によって農民階層の平準化は行われたが、農業生産には重大な打撃が生じ、また、ロシア内戦(1917-22)によってロシア社会はさらに疲弊し混乱した。

### ボリシェヴィキと富農・農民
クラークはもとは拳を意味し、村の金貸し、抵当権設定者、裕福な農民を意味した。しかし、富裕な農民ならだれでも時々は金貸を期待されており、人民主義者の革命家で農村の医師であったO.V.アプテクマーン（Osip Aptekman)は、富裕な農民がみんなクラークとは限らないと述べている。一方で、レーニンは、クラーク（富農）、中農、貧農を経済用語としては区別できず、富農の基準を問われると、「誰が富農かなんて、すぐにわかるだろう」と苛々しながら答えるほどの認識であった。
しかし、「富農」の定義は実際には難しく、数値による定義などはほとんど不可能であった。1927年時点では、最も豊かな農民でも、平均7人家族で、牛を2〜3頭所持と10ヘクタール以内の耕地しかもっておらず、最も豊かな農民のひとりあたりの収入は、貧農のひとりあたりの収入よりも50-56%多い程度であった。また、中農も他人を雇っており、貧農にも他人を雇うものがおり、富農だけが雇い主であったわけではなかった。こうした矛盾がありながらも、農民を階層によって区分することは、階級対立という仮定上の誤った見解の上にたっていた。
プロレタリアートを支持母体としたボリシェヴィキでは、富農をブルジョワとして敵視するだけでなく、農民そのものを「遅れた階級」として軽蔑する傾向があり、たとえばプレハーノフは農民を「残酷で無慈悲、野蛮」な「荷物を運ぶだけの動物同然」だと非難し、レーニンも農民は「浅ましいほどに利己主義的である」と侮蔑した。秘密警察チェーカーのジェルジンスキーは1917年8月に「ある社会階級の根絶」による政治的社会的勢力の変化を語ったし、ジノヴィエフは「我々はロシアの人口1億のうち9000万と協力しなければならないが、残りのものについては弁護の余地はない。彼らは根絶しなければならない」と1918年の演説で述べた。作家ゴーリキーにいたっては、「粗野で愚鈍な、人口のふくれあがった」農民はやがて死に絶え、「教養ある理性的でエネルギッシュな人々が彼らにとって代わるだろう」と、農民が根絶されて「教養ある理性的」な共産主義者によって営まれる未来社会への希望を語り、農民の「動物的な利己主義」と「文盲の農村」がロシアの進歩を妨げていると非難した。フルシチョフは、「スターリンにとって農民は屑だった」と語っている。
このようにボルシェビキは農民を信仰心が強く、慣習に執着する未開の人々とみたが、これは、工場の労働者階級(プロレタリアート)を進歩的とする一方で農民は愚昧な存在であると考えたマルクス主義にその源流があった。
しかし、レーニンは貧農・中農を革命に役立つとみなし、事実、ロシア革命で農民は兵士ともなり、工場労働にも従事し、革命を助け、内戦では数百万の農民が死んだ。

### クラーク撲滅政策とウクライナ侵攻

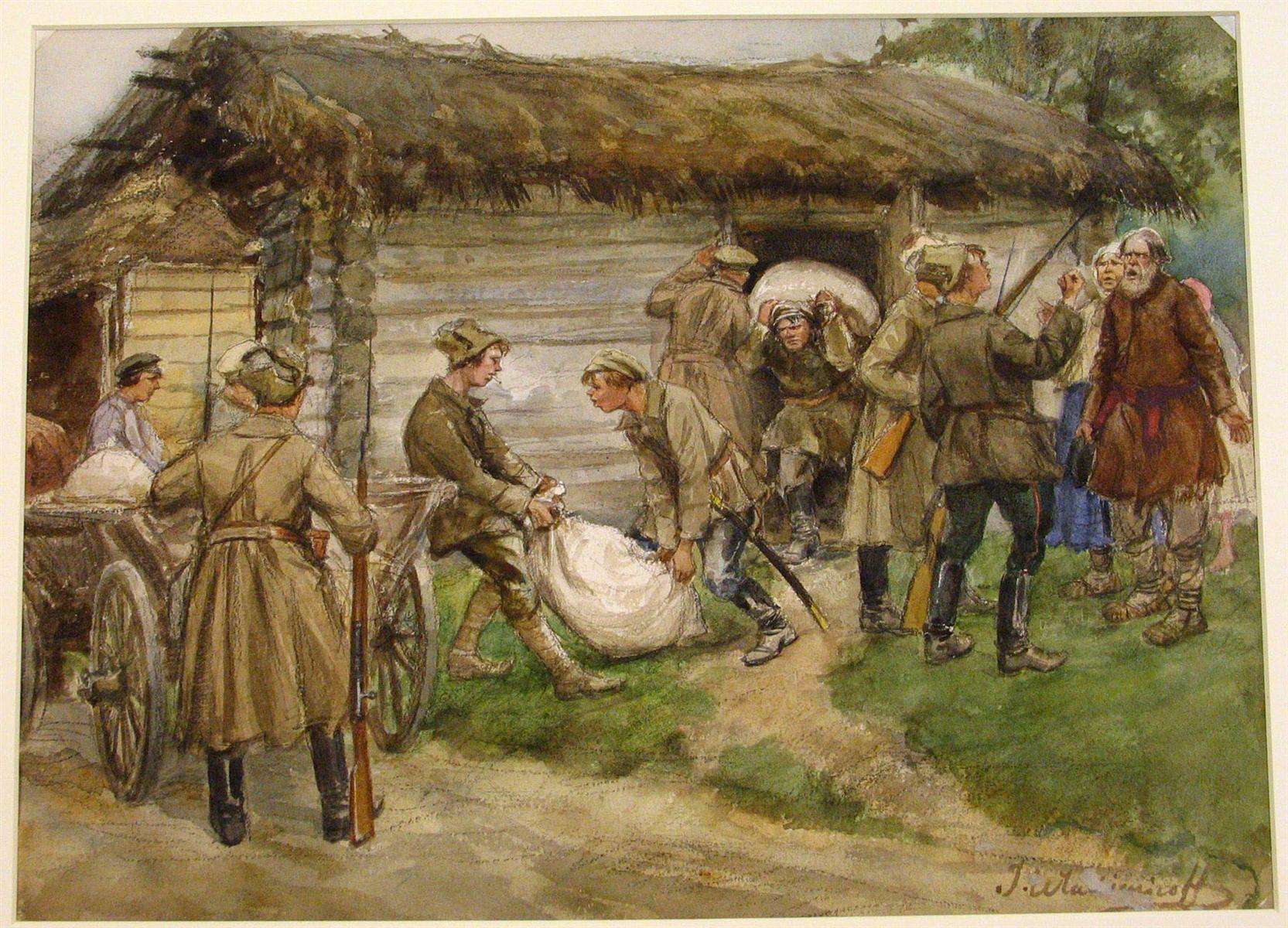
農民からの穀物の徴発。 Ivan Vladimirov作。

1917年11月、貧農委員会の代表者会議で、ウラジーミル・レーニンは、 「たかり屋のクラークを放置していると、ツァーリ（ロシア皇帝）と資本家は必ず復活する」と、クラーク撲滅の方針を発表した。
同時期にレーニン政権は、ウクライナの支配を試みている。1917年11月の憲法制定会議の選挙ではウクライナ社会革命党が52%の票を獲得し、ウクライナ共産党（ボリシェビキ）は10%にとどまった。1917年12月16-18日のキエフのソヴィエト会議での選挙でもウクライナ共産党（ボリシェビキ）は11%しか獲得できず、事実上否認された。
これに対抗してボリシェビキは、赤軍が占拠したハリコフで自分たちのソヴィエト会議を招集したが、そのほとんどがロシア人だった。12月25日、ボリシェビキの傀儡政権であるウクライナソビエト共和国が樹立を宣言した。1918年2月12日、ハリコフのモスクワ傀儡政権が赤軍とともにキエフに侵入した。この際、ボリシェビキは10人1組の「食料派遣隊」を伴っており、これはレーニンの穀物を送れという命令に基づいて農村の穀物を没収する部隊だった。1918年2月18日から3月9日までにヘルソン州だけで1090車両の穀物がロシアに発送された。ドイツ軍、オーストリア軍が迫ると、ボリシェビキは退却し、4月にウクライナソビエト政府は解散した。
その後、第一次世界大戦でドイツ軍、オーストリア軍が敗北すると、1918年12月ソビエトは再び、ウクライナに侵攻し、1919年1月にはウクライナ・ソビエト社会主義共和国樹立を宣言、その後の内戦で赤軍が勝利し、さらにポーランドとの講和も成立、1921年10月にはクリミア自治ソビエト社会主義共和国のロシア帰属が決定され、1922年12月にソビエト連邦が成立した。

### 食料独裁令
ロシア内戦による危機的状況を打開するため、1918年5月には食料独裁令が公布され、農産物は国家専売とされ、自由取引は禁止された。1917年の土地についての布告で夢がかなった農民はこの食料徴発に反発し、ボルシェビキは農民と敵対し、一時的に農村から退却した。これはブレスト・リトフスク条約でボルシェビキは屈辱的条件をのまされたことに因み、農民ブレストとも呼ばれた。
1918年7月、国有化された土地や余剰食糧の再分配業務を担う貧農委員会が設立された。これは農業への投資家とクラークに対する撲滅運動の始まりともなった。

### ペンザ蜂起におけるクラーク処刑命令
1918年8月11日、レーニンはペンザでの農民蜂起にあたって、以下のようなクラーク絞首刑命令を電報で命じた（写真AおよびB参照）。
ペンザの蜂起はレーニンの指令が実行される前に平定されたが、クラークの規定が厳密になされないままであり、戦時共産主義時期での公開処刑や、スターリンによって弾圧が繰り返されていった。
同時期の1918年8月にレーニンは「富農は、ソビエト権力の仇敵である。富農が数かぎりなく労働者を殺すか、でなければ、労働者が（中略）強盗的富農の暴動を、容赦なくふみつぶすかである」と宣言した。

### 農民への強攻策と農民反乱
1918年11月に第一次世界大戦が終結すると、経済復興を課題とした1920年春の第9回共産党大会では、運輸・燃料部門の復興が最優先とされ、ついで機械生産部門、最後に消費財生産部門の復興が目指された。この全ての部門において、農民には、ソヴィエト内のすべての労働者への十分な食料供給と生産が義務化され、燃料部門で必要な薪の調達、路線の除雪作業など関連する労働義務も課された。
1918年12月までに、貧農委員会は5000万ヘクタールの富農の土地を没収した。しかし、富農認定に行き過ぎがあり、なかには中農・貧農までも富農として認定されるケースが相次ぎ、農村に混乱が生じたため、レーニンは1919年3月12日には地主と資本家からは完全に財産没収すべきだが、富農への完全没収や抹殺を行なってはならないと方針を修正した。
1919年から1922年のボルシェビキによる農村への強硬策は、第一次農民戦争とも呼ばれ、1928年から1932年の第二次農民戦争の前段階とみなされている。なお、1921年のネップ導入では、穀物の徴発を中止し、農民に蓄積と取引を許可し、労農連合（スミフカ）を宣伝したが、これは第一次農民戦争（1919-22)と第二次農民戦争（1928-32)のあいだの小休止だったとされる。
1920年は凶作となり、国の指定する面積への穀物の種付けが強制された。重い負担に不満をもった農民は1920年、西シベリアやタンボフ県で反乱を起こした。1920年前後のシベリア、ヴォルガ、ウクライナで発生した農民反乱では、「共産主義者ぬきのソビエト」が要求された。
1921年春には、西シベリアからカザフにかけて、ボルシェビキによる食料徴発に反対する農民10万人が蜂起した。この反乱を鎮圧するために、ボルシェビキは赤軍正規軍を投入し、毒ガス弾も使用されるなどの熾烈なゲリラ掃討戦が実行された。タンボフ県では、赤軍への強制動員、教会への抑圧、貧農委員会を設置しての食糧徴発などに反発した農民が蜂起し、鎮圧に二年以上を要した。
1921年のクロンシュタットの反乱では「党ではなくソビエト（評議会）に権力を」がスローガンとなり、農民たちは「共産党政府は農民から穀物と牛乳を徴発し、お返しにチェーカーと銃殺部隊を差し向けてきた」と地元の新聞で批判した。

### 党独裁と飢饉(1921-22年)

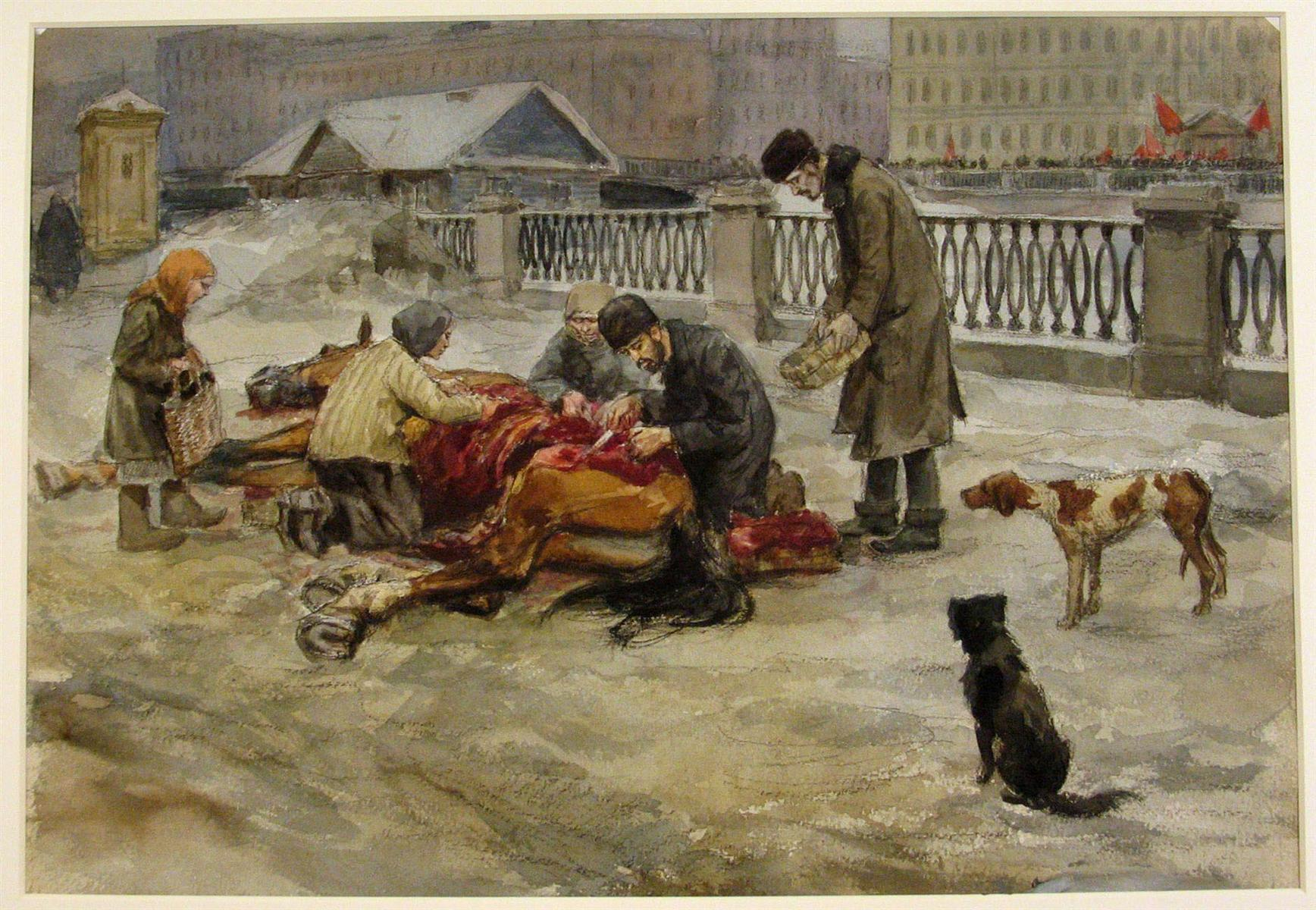
「飢饉」 Ivan Vladimirov作。

ロシア・ボリシェヴィキによる教会財産の接収。 Ivan Vladimirov作。

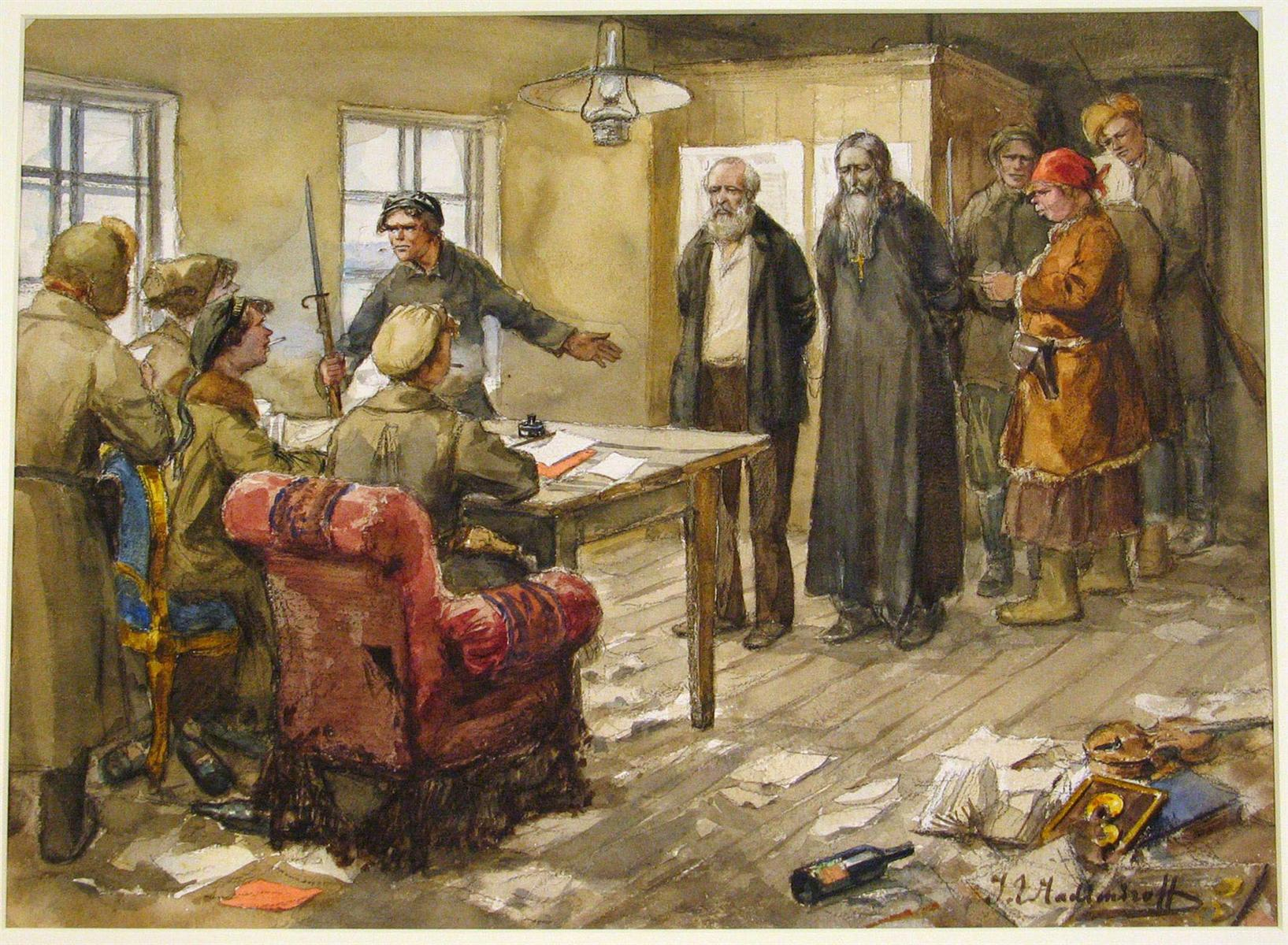
ロシア・革命派によって死刑を宣告される聖職者と地主。 Ivan Vladimirov作。

1921年3月、第10会党大会で労働組合についての論争で党中央が分裂すると、レーニンは党内分派を禁止し、「党の統一」に反対するものは「偏向」とされ、中央委員であっても除名されるようになった。この決定は党規約となり、党員点検としての粛清（チストカ）は異端審問や反対派への弾圧へと結びついていった。レーニンは、スターリンに人事統制を担当させ、「異質な知識人」の追放を命じ、これにより、22年9月、ベルジャーエフやフランクなどのリベラル派が国外に追放され、党独裁が強化されていった。
1921年前後にはボルガ河流域を中心に1000万人単位が飢餓線上におかれ、死者は150-200万人にのぼった。
このロシア飢饉 (1921年-1922年)でロシア正教教会が被災者を援助しようとすると、ソビエト政府は教会による援助を禁止した。これに反発した聖職者は逮捕され、8000人以上の聖職者が処刑され殺害された。レーニンは無神論者であり、教会が共産党権力への対抗拠点になることをおそれ、党員の正教会信者にも棄教を要求した。1922年2月にレーニンは教会財産を没収し、海外に売却すべきだと政治局で提案し、これをめぐって党内での対立が深まった。イワノボ・ボズネセンスク県のシューヤで教会財産没収に関する発砲事件が起きると、ルイコフ・カリーニンが農民との宥和を主張したのに対して、レーニン、スターリン、トロツキーは聖職者の銃殺を主張し、この事件で8100人が殺害された。
1922年までに共産党は旧ロシア帝国の版図の再統合を意図し、一度分離を認めたウクライナ、ベラルーシ、ザカフカースに赤軍が進出し、共産党政権が成立していった。

## スターリンのクラーク絶滅政策

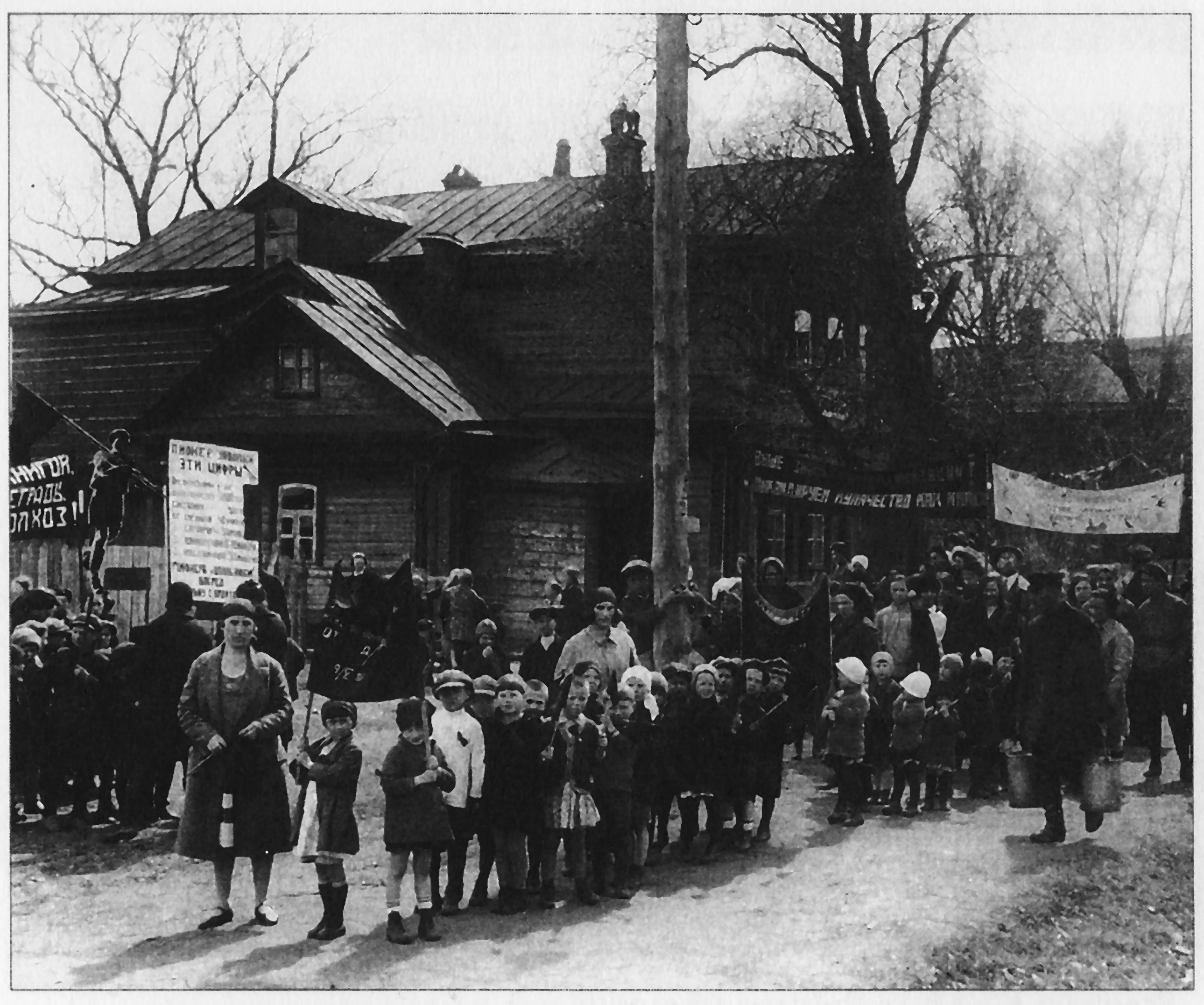
「クラーク階級を清算しよう」「皆で農業妨害者と闘争しよう」という旗の下での子供を動員した行進。

### 五カ年計画
ロシア内戦が収束しても、ロシア社会の混乱は収まらなかった。スターリンはボルシェビキ革命が崩壊するかもしれないことを恐れ、第二次革命を開始し、1928年に五カ年計画を発表した。この計画は、農民から穀物を安く買い上げ、輸出に回して、得た利益を工業化へ投資するものだった。この第二次革命のあいだ、スターリンは戦争と外国から侵略されることの脅威をたえず訴えた。スターリンは五カ年計画を実施していくなか、穀物の強制調達を正当化し、調達量が目標に届かなかった場合には、クラークが隠しているとして弾圧を強めていった。
1928年初めスターリンはシベリアでクラーク（富農）に対する非常措置を指示し、ウラルでは非常措置をためらう地元幹部が一千人以上更迭された。以降、このウラル=シベリア方式とよばれる非常措置は全国に広められた。
1928年2月、共産党機関紙プラウダは、クラークは地方の富裕農民を支配し、共産党細胞にも侵入していると、クラークの害悪について報じた。当初、クラークや中農からの穀物の徴発は一時的な非常措置とされていたが、1930年代までに「階級としてのクラークの絶滅」という方針に変わった。
1928年、アレクセイ・ルイコフはクラーク撲滅政策と「戦時共産主義」を批判し、篤農を支援し、農業を支援することでソ連の農業を発展させることが必要だと訴えた。しかし、ルイコフはスターリンらによって「右翼反対派」とレッテルを貼られ、1938年に粛清された。農業への虐待をめぐって、スターリン派と、ブハーリン、ルイコフ、トムスキーが決裂するなか、強硬派のスターリンが支持され、スターリンによる独裁体制が確立した。
1928年、スターリン政権は強制工業化の運動を開始し、そのために農民を集団化し、その結果得られる穀物の収穫を統制することによって、工業の超加速的成長がはかれるとした。党指導部は、目的を達成するただ一つの方法が富農（クラーク）を攻撃することだと力説した。

### クラークの絶滅
ヨシフ・スターリンは1929年12月27日に「階級としてのクラークの絶滅」を発表した。スターリンは「我々はクラークに対して断固たる攻撃を行う。もって彼らの革命への抵抗を打ち破り、階級としてまるごと殲滅し、農業生産をコルホーズとソフホーズの生産に置き換える」と宣言し、「富農階級を追放するためには、その存在と発展の源泉である土地の自由な使用、生産手段の自由使用、労働者を雇う権利などを奪い、この階級による抵抗を完全に打ち砕かれなければならない。これが階級としてのクラークの絶滅政策への転換である。もしこれを実行せずに富農撲滅をしゃべるだけでは、右翼を利するだけの無駄話にしかならない。」と語った。
スターリンの富農絶滅演説後、ソ連共産党政治局は、1930年1月30日の「包括的な集団化地区におけるクラークの排除措置について」と題する決議で、クラークを3つのカテゴリーに割り当てた。
1. コルホーズの組織に積極的に抵抗し、反革命的活動を遂行する富農。こうした富農は逮捕し、僻地に追放される[4]。
2. 全面的集団化に積極的ではないが抵抗した富農は、その州（地方）外に強制移住される[4]。
3. 集団化に忠実に従う富農は、コルホーズに受け入れられるが、3年〜5年は選挙権を与えない[4]。

しかし、スターリンはいかなる富農もコルホーズに受け入れることはできないと反対した。そのため、1930年2月4日の中央執行委員会とソ連邦人民委員会議の訓令では、以下のように変更された。
1. テロと暴動を組織した反革命的富農は、即時隔離し、銃殺もためらってはならない[4]。その家族も僻地に移住される。この第一カテゴリーの富農には6万世帯が指定される[4]。
2. 富農のうちの積極分子は、家族とともに僻地または同じ地方内の遠隔地に移住される。この第2カテゴリーの富農には15万世帯が指定される[4]。
3. それほど有力ではない富農は、同じ地区内にとどまるものの、コルホーズの外、集団化された村の外部に移住される。この第3カテゴリーの富農には80万世帯が指定される[4]。

このように追放世帯の目標も指定されたが、実際にはこうした訓令での計画よりもはるかに多くの「富農」が逮捕され、銃殺され、強制移住させられた。「富農」の決定は、地区の合同国家政治保安部(OGPU)が行った。OGPUはまた、処刑の判断や、シベリア、北部、ウラル、カザフスタンの強制収容所への投獄か、所管地区内の労働コロニーに収監されるかなどの判断も行なった。こうして「階級としてのクラークの清算」は、1930年から1931年にかけて実行された、一部の農民からの財産の強制挑発・収用および住んでいたところからの立ち退きを命じられ、強制収容所へ収監されたことなどを指すこととなった 。
富農清算運動では、「弾圧の便宜上、亜富農などとばかげた用語をつけられた、資力のない中農、貧農、および小作人にも（ソビエト権力による攻撃は）襲いかかった」と歴史学者ロイ・メドヴェージェフはいう。実際に1930年代の党の出版物においても、スヴェルドロフスク州ゲルツェン村で、鎌を10本売ったり、余剰穀物や牡牛、靴底用の皮を売った中農、家庭用菜園のために種を買った中農も「富農」とされたことや、他にも、祖父が富農だったとか、孤児の親族を育てたために「富農」とされたことが報告されている。
1930年1月から2月にかけて、自営農民を粉砕するために、ソ連の農民の半分にあたる600万人を集団農場に押し込んだ。1930年だけで300万人以上を巻き込んだ農民暴動が13000件起き、2万201人の農民に死刑判決が下った。

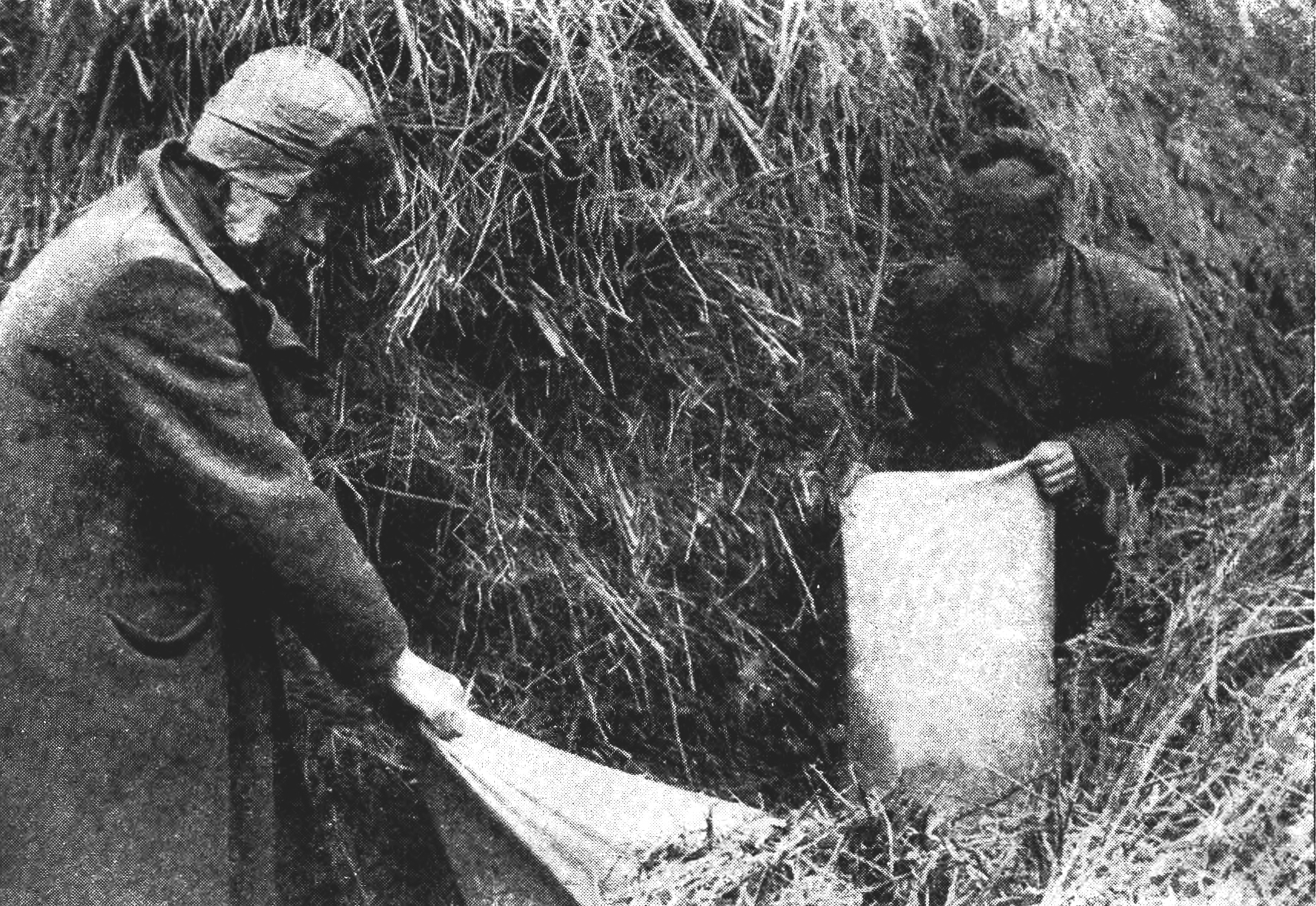
ウクライナ人、コサックの住むクバン地方チマシェフスキー地区での徴発（1933年)。

しかし、財産没収や追放処分などを受けなかった貧農においても、強制調達による飢饉によって不満が高まっていった。ソビエト政府は、富農や中農に対する貧農の断固とした抗議に気づくと、共産党はこうした貧農の不満を煽るように、「地方の反革命」を企むクラークへの非難を強めていった。党の新聞では、富農に被害を受けた農村からの報告があったと報じられ、農民が「クラークは社会主義のすさまじい敵です。私たちはクラークを破壊しなければなりません。クラークをコルホーズに入れないでください。クラークの隠し持っている穀物と財産を奪わなければなりません」と嘆願したと報道し、赤軍兵士の手紙では「最後のパンがクラークに奪われました。赤軍の家族は考慮されません。あなた（スターリン）は私の父ですが、もう私はあなたを信じることができません。良い教訓となることを願います。パンを売って、余剰を運んでください–これが私の最後の言葉です。」とあったと紹介して、「クラークにとって、飢饉は好都合なのだ」とクラークが飢饉を利用して貧しい人々を搾取していると報じ、矛先を富農に向けるよう仕向けていった。
クラーク絶滅の目標についての正確な指示はなく、地元の党員指導者に判断は委ねられた。クラーク撲滅運動は、1930年代初頭のスターリン体制の主要政策であった。
1931年2月、スターリンは「もしわれわれが失敗すれば、（先進国に）叩きつぶされるだろう」と演説し、先進国との差を埋めることを要求した。
農村ソビエトの活動分子は、「クラークを束ねて強制移住させ、必要とあれば一族を銃殺する」「クラークで石鹸をつくろう」「階級敵は地球から一掃させる」というスローガンを打ち出した。活動分子には、貧農出身の犯罪者も加わっており、彼らはクラークを裸にして投打したり、クラークの家で酒盛りをし、クラークに発砲し、墓穴を掘らせ、女性は裸にされ「身体検査」を実施され、貴重品を強奪するなどの暴行も行なった。
1930年秋から1931年初めの集団農場強要によって、いわゆるクラークに該当するものはほとんどいなくなり、クラーク撲滅・絶滅というこの政策の目的は達成された。

### 強制収容所での強制労働
1931年3月15日にOGPUはクラーク問題についての覚書を出し、クラークの強制移住の目的は、地域からクラークを一掃して浄化することとされ、最も危険なクラークは即座に抹殺し、二番目に危険なクラークは強制移住と決定された。
農村は無秩序になり、農民と共産党の暴力的衝突が繰り返されたものの、ほどなく鎮圧され、1929年後半から32年までに1000万人のクラークが追放された。200万人のクラークとされた人々が極北とシベリアに強制移住を強いられた。OGPUの公式記録でも、1932年の強制移住者は全体の30%に近い50万人が特別移住地で死んだか、逃亡した。
シベリアなどの地域に送られたクラークは、ソ連の工業化計画に必要な資材、材木、金、石炭の採掘、その他の資源を生産する強制収容所（キャンプ）で重労働を強制させられた。OGPUは、資源の採掘に特化したソ連北部の労働収容所での強制労働を新しい刑事罰執行制度とした。
共産党は労働収容所で「矯正」することを目的とすると宣伝していたが、1932年1月に西シベリアの職員が収容者のための衣類を探そうと共産党地区委員に相談すると、「収容者は更生のために連行されたのではなく、春までに死ぬようにするのが党の方針だ」との回答を得たとの記録が残っている。また、ナジノ島には6600-6800人が送られ、うち2200人が生存したものの残りは死亡した。島の状況は凄惨で、飢えで数十人が人肉食に走った。
1932年以降、特別移住地の監視が緩められ、釈放されるものがでてきた。釈放された数十万人のクラークは、都市工業地に流入した。なかには、故郷の農村に帰還するものもいたが、これは小休止のような期間にすぎず、嵐の前の静けさだった。
ロシア北部の農家ゴロヴィーナ家の場合、父親が「クラーク」として強制収容所に送還され、妻と息子と八歳の娘はシベリアのアルタイの流刑地に追放された。特殊居住地で、森林伐採の労働を強制された。冬には五棟のバラックのうち二棟が雪の重みで倒壊したため、地面に掘った穴で暮らしたが、飢えと寒さとチフスで次々と囚人たちは死んでいった。3年間の強制労働後、生存したゴロヴィーナ家はペストーヴォに移住したが、学校では教師がゴロヴィーナ家の娘をクラス全員の前に立たせて「こいつらはクラークであり、絶滅されて当然の連中だ」と罵るなどのいじめにあうなど、生還後も弾圧が続いた。

### 「社会防衛」運動
1934年にNKVDが設立され、OGPUも吸収合併された。1936年に作成された新ソビエト憲法批准を目的とした1937年12月の最高ソビエト選挙運動では、階級闘争の終焉、新ソビエト男女の創造が吹聴され、元クラーク、浮浪者、売春婦、元地主、元帝政軍将校、元貴族などの「階級」の抹殺が検討されると宣伝された。実際にこれらの「階級」に該当されると判定された人々は、「社会的有害分子」「危険分子」として隔離されていった。1932-33年の国内旅券制度では、ソビエトに合法的に所属できる人に旅券が発行され、ソビエトの秩序を脅かした人とを区別する手段となった。
「社会防衛」運動は、有害で無用な人を排除する目的で組織され、「社会的有害者（Sotsvredniki)」には、クラーク、貧困層、放浪者、売春婦が含まれ、1935-1936年だけでNKVDは80万人の該当者を流刑地に送った。

## その後

### ホロドモール
クラーク撲滅運動と農業集団化は、ウクライナでの1932年からの飢饉（ホロドモール）や、カザフスタンなどで甚大な被害をもたらした。

## バルト三国のソ連編入とクラーク撲滅運動

### エストニア
エストニアでも1947-49年にクラーク撲滅運動が展開した。

### リトアニア

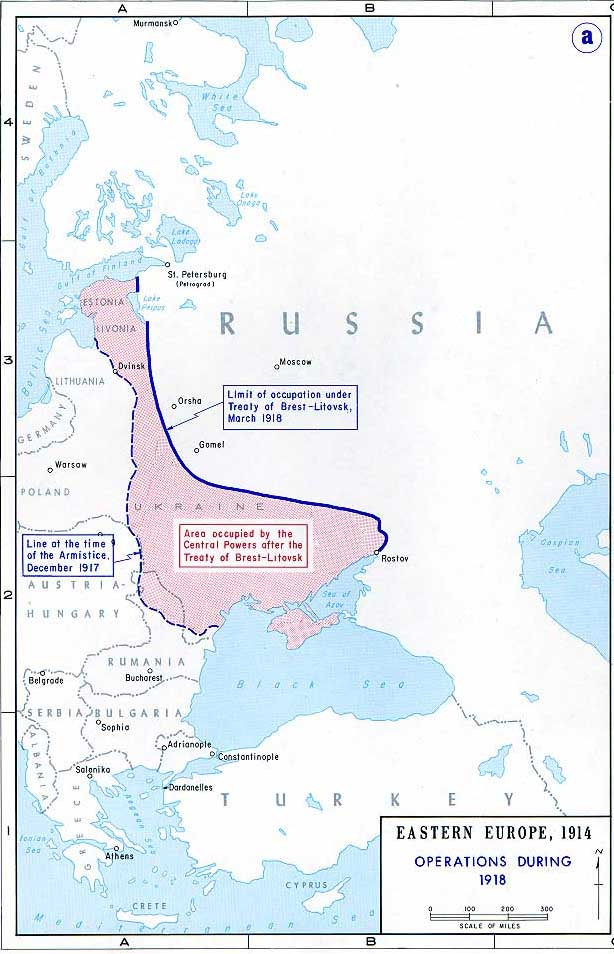
1918年3月3日に結ばれたブレスト＝リトフスク条約によってロシアはドイツにフィンランド、エストニア、ラトヴィア、リトアニア、ポーランド、ウクライナなどの権利を放棄し、一部をドイツ帝国に割譲した。

第一次世界大戦中にロシア革命が発生すると、1918年2月16日にリトアニアは独立を宣言した。しかし、11月にボルシェビキはブレスト＝リトフスク条約を放棄し、ドイツに割譲していたバルト三国、ベラルーシ、ウクライナをドイツから解放するための軍事闘争を開始し、リトアニア共産党はリトアニア・ソビエト社会主義共和国樹立を宣言したが、連合国とドイツによって赤軍の前進は阻止された。
ロシア内戦とポーランド・ソビエト戦争に際し、ソビエトは1920年5月にリトアニアに対する権利を永久に放棄し、リトアニアの独立を承認すると約束した。しかし、リトアニアとの講和条約で赤軍のリトアニア領通過が許可されると、赤軍はヴィリニュスを占領し、さらに工作員2000人をリトアニアへ派遣し、ソビエト政府樹立のための反乱を計画した。
1940年、世界がナチスドイツのパリ侵攻に注目しているあいだに、ソ連はバルト三国を占領し、強制的に編入した。1940年6月にはソ連共産党のモロトフが、リトアニアはラトヴィアやエストニアと反ソ連軍事同盟を結び、赤軍兵士を拷問したという嘘にもとづく非難をし、ソビエト政権の樹立と赤軍の無制限駐留とを求め、拒否する場合は軍事侵攻するという最後通牒を手渡した。すでにソ連は陽動作戦を行うスパイ集団をリトアニアの各都市に投入し工作を開始しており、6月15日には赤軍がリトアニア侵攻を開始し、スメトナ大統領はメルキースに職を譲り、6月17日にはチェーカーのデカノゾフの指示で傀儡政権「人民政府」が誕生した。6月25日には共産党以外の政党の活動が禁止され、非共産主義の新聞や雑誌も禁止された。リトアニア軍は人民軍に改組され、警察署長、郡長などもソビエト支持者に交代させられた。共産主義者だけが立候補できる人民議会の選挙にあたっては、反ソ連的な著名人数百人が大量逮捕されたうえで、有権者の99%が謎の組織「リトアニア労働人民同盟」に投票したということにされた。選挙後の議会では突然、「リトアニア・ソビエト社会主義共和国」が宣言され、翌日には土地、銀行、大企業の国有化が宣言された。農業改革では、30ヘクタール以上の土地を持つ農民はクラークとされ、土地は没収され、税金が三倍に引き上げられた。土地を持たない者には最大10ヘクタールの土地が与えられ、それ以外の土地は集団農場として利用された。通貨にはルーブルが導入され、銀行国有化によって預金も没収された。
政府に抗議する者の一掃作戦では、元閣僚らが逮捕され、財産没収されたうえで強制収容所に追放された。占領最初の1年間で6606人が逮捕され、その半数がシベリアなどに追放された。1941年6月には元政治家、軍人、経済界エリート、教師ら1万7500人が北極海やアルタイ地方などへ追放された。
1941年6月に独ソ戦がはじまり、ドイツがリトアニアを占領すると、ソ連軍は撤退にあたって、約700人のリトアニア人の囚人や捕虜を殺害した。
ソ連占領中、共産主義者のユダヤ人が、ソ連に協力したり、ソ連が設立した政権にも参加などしたため、リトアニア人の間で反ユダヤ感情が高まっていたが、ここにナチスのプロパガンダが結びつき、占領後、アインザッツグルッペンによって約20万8000人いたユダヤ人の9割が虐殺された。このほか、反ナチス的とされたリトアニア人1万5000人、その他の民族2万人、17万人の赤軍捕虜も殺害され、約6万人がドイツで強制労働させられた。
1944年にドイツを破ったソ連がリトアニアを再占領すると、ヴィルニュスの住民7万人がナチス協力者として処刑された（大半はユダヤ人だった）。33万2000人が強制収容所グラーグに収容され、それと別に2万6500人がリトアニアで殺害され、合計で45万6000人がソビエトによるテロルの犠牲となった。

## 犠牲者数

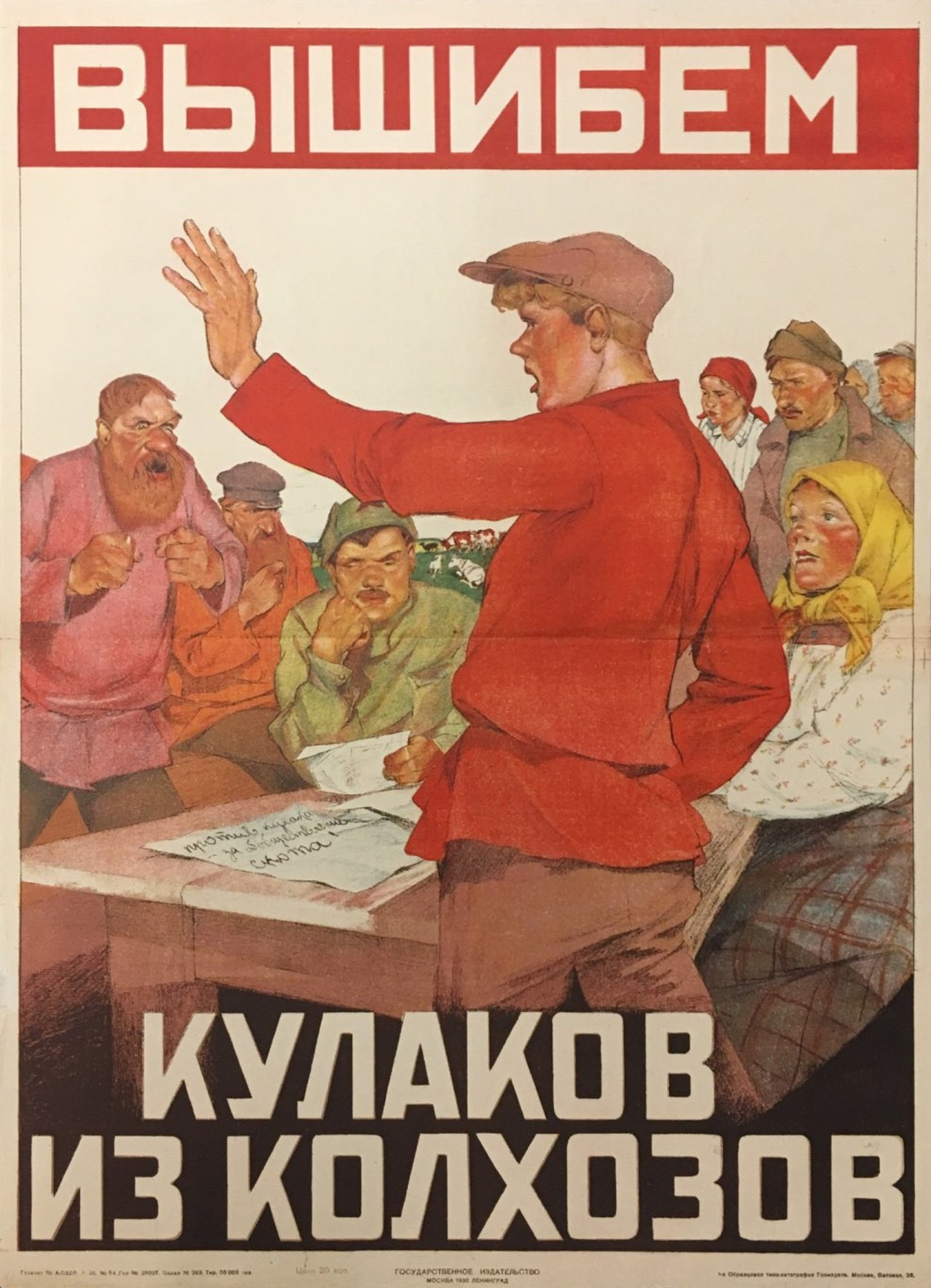
コルホーズからクラークを蹴り出そうと訴えるソ連のプロパガンダポスター。

1930年から1931年の間だけで180万人以上の農民が「クラーク」として追放された。1990年以降公開されたOGPUとNKVDの報告書では1931-32年のクラークとされ弾圧されたのは180万3392人と、一桁まで数字が提示されている。ただし、ロシアの政治家ヤコヴレフや歴史家のノーマン・Ⅿ・ネイマークはNKVDの数字を鵜呑みにしてはならないと警告している。
1929年から1933年にかけて、飢餓、強制労働による病気、および大量処刑などにより、約39万人が、または53万–60万人が死亡した。
ロイ・メドヴェージェフが引用する1933年の全連邦共産党中央委員会一月総会報告によれば、1930-32年末までに24万757の富農世帯、およそ150万人が強制移住させられた。1930年10月までの第一段階で、北部地区へ11万5231家族が強制移住させられた。1931年2月に第二段階の富農追放が決定し、1年で26万5795の富農世帯が追放され、こうして38万1000人が追放された。ただし、これらの数字には、全面的集団化地区の富農世帯や、亜富農は含まれない。

## 階級殺戮
社会学者のマイケル・マンは、「階級の敵」を集団ごと清算しようとするソビエトによるクラーク撲滅運動は、社会階級の意図的かつ体系的な破壊・消滅を目的とした暴力的迫害または「計画的な大量殺戮」である「階級殺戮（クラシサイド）」に該当するとした。ジェノサイドは「国民的、民族的、人種的、宗教的な集団」による破壊行為」とされるので、「階級」構成員の抹消行為は入らないとされ、また、階級的区別に基づく虐殺と民族的区別に基づく虐殺は同じパターンで進行するものの、社会的地位や判定者による思惑や曖昧な量的基準などによって階層の一部が識別されるので、適用にあたっては議論も生じることがある。

## 関連作品
バーシリ・ベローフは、『あたり前のできごと』（1966年） 、 『前夜』（1976年）で農業集団化を扱った。『大激変の年』第3部では富農撲滅をテーマとした。